# Jodelet astrologue
Pour les articles homonymes, voir Jodelet (homonymie).
Jodelet astrologue est une comédie en cinq actes et en vers d’Antoine Le Metel, sieur d'Ouville créée pour le grand comique de l’époque, Jodelet, et représentée pour la première fois au théâtre du Marais en 1646.

## L’histoire
Jodelet tient de la servante qu’il aime, Nise, les secrets amoureux de plusieurs galants et de leurs belles, et comme « la langue d’un valet est pire que trompette », les secrets sont vite divulgués.
La malheureuse Nise va être impitoyablement chassée par sa maitresse, mais Jodelet a plus d’un tour dans son sac et sauve la situation : il se dit astrologue et prétend tenir de la révélation des astres tout ce que Nise lui a confié.
La comédie devient ainsi une charmante satire contre les astrologues, et autres devins qui débitaient leurs sornettes aux badauds parisiens.

## Commentaire
Thomas Corneille s’en inspirera pour écrire son Feint Astrologue en 1648, avec cette différence que Thomas Corneille donne le rôle du feint astrologue au maitre au lieu du valet pour rendre plus vraisemblables tous les incidents de la pièce, et sa Devineresse en 1679.